# Лавренюк, Александр Александрович
Алекса́ндр Алекса́ндрович Лавреню́к (род. 5 июня 1939, Москва), советский артист балета, заслуженный артист РСФСР (1976), российский дирижёр, Герой труда Кубани (2021).

## Биография
Александр Лавренюк учился в Московском хореографическом училище (класс Асафа Мессерера).
С 1959 по 1979 год был солистом Большого театра. В 1971 году окончил балетмейстерское отделение ГИТИС. С 1970 года по 1974 год преподавал в Московском хореографическом училище, а в 1976—1977 гг. был балетмейстером-педагогом ГИТИС.
В 1974 году окончил дирижёрский факультет Московского института культуры. В качестве дирижёра дебютировал в Одесском театре оперы и балета в 1978 году.
В 1980—1988 гг. работал дирижёром Большого театра. В 1990 году стал дирижёром и репетитором в студия Юрия Григоровича. В 1996 году стал главным дирижёром театра балета Юрия Григоровича в Краснодаре.

## Творчество

### Артист балета
Балетный репертуар: Андалузец («Испанское каприччио»), Якут («Героическая поэма»), Новфаль («Лейли и Меджнун»), Визирь («Легенда о любви»), Коррехидор («Кармен-сюита»), Пастух («Спартак»), Синьор Помидор («Чиполлино»), Капулетти («Ромео и Джульетта»), Курдский танец («Гаянэ»), Баск («Пламя Парижа»), Оруженосец и Герцог («Жизель»), Мармиллон («Спартак»), Андалузец и Испанец («Золушка»), Парис («Ромео и Джульетта»), Аристократ ("Подпоручик), Царский конюший («Конек-горбунок»), Герт («Тропою грома»), Испанский танец («Раймонда»), Эспада («Дон Кихот»), Дроссельмейер и Хозяин дома («Щелкунчик»), Мазурка («Лебединое озеро»), Мазурка и краковяк (опера «Иван Сусанин»), Король («Спящая красавица»), Гирей («Бахчисарайский фонтан»), Тверской («Анна Каренина»).

### Дирижёр
Дирижёрский балетный репертуар: «Лебединое озеро», «Тени», «Деревянный принц», «Шопениана», «Тщетная предосторожность», «Дон Кихот», «Любовью за любовь», «Чиполлино», «Кармен-сюита», «Гибель розы», «Калина красная», «Жизель», «Петрушка», «Жар-птица», «Моцарт и Сальери», «Маленький принц», «Раймонда», «Наяда и рыбак», «Эскизы», «Рыцарь печального образа», «Ромео и Джульетта», «Тимур и его команда», «Анюта», «Коппелия», «Щелкунчик», «Спартак», «Золотой век», «Баядерка», «Каменный цветок», «Корсар», «Легенда о любви», «Иван Грозный», «Спящая красавица».
Дирижёрский симфонический репертуар: С. В. Рахманинов, В. А. Моцарт, Римский-Корсаков, А.Дворжак, М. И. Глинка, А. К. Глазунов, П. И. Чайковский, Е. Ф. Светланов, И. О. Дунаевский, В. А. Гаврилин, Свиридов, Иоганн Штраус.